# Beit Hanun
Beit Hanun (in arabo بيت حانون‎?, Bayt Ḥānūn) è una città palestinese di 35 000 abitanti, amministrata da Hamas, come il resto della Striscia di Gaza. È situata sul lato nordest della striscia di Gaza, appena sei chilometri dalla città israeliana di Sderot. A differenza della città di Gaza, la maggior parte della popolazione è contadina, e di essa più di 5 000 persone fanno parte della tribù di Zanin.
Poiché nel  2005, prima del ritiro israeliano dalla Striscia di Gaza, Beit Hanun era stata una base da cui i combattenti di Hamas avevano lanciato razzi Qassam (di fabbricazione artigianale locale) contro le città settentrionali del Deserto del Negev, come Sderot e contro gli insediamenti di Katif, la città è stata colpita da ripetuti bombardamenti delle forze d'occupazione israeliane.

## Attacchi israeliani contro Beit Hanun
- Il 1º novembre 2006, Israele ha ucciso sei palestinesi e ne ha feriti 35. L'agenzia di stampa dell'Autorità Nazionale Palestinese ha segnalato che tre case erano state rase al suolo da bulldozer israeliani e una dozzina di abitazioni erano state colpite dai proiettili dei carri armati israeliani.
- Il 3 novembre 2006 due donne palestinesi sono state uccise e dieci sono state ferite dal fuoco israeliano. Le donne avevano fronteggiato gli israeliani per aiutare i combattenti palestinesi che erano accerchiati in una moschea dai soldati israeliani.
- Il 7 novembre 2006, i funzionari del governo palestinese hanno dichiarato che truppe dell'IDF stavano cominciando a ritirarsi. I palestinesi uccisi erano stati 16.
- L'8 novembre 2006 è stato consumato il massacro di Beit Hanun. Diciotto morti palestinesi (donne e bambini colpiti nel sonno) provocati dai colpi ripetuti di un carro armato israeliano.

Il governo di Israele, tramite il Primo ministro Ehud Olmert ha definito in modo del tutto asciutto il tragico accaduto "un errore", annunciando la prosecuzione delle azioni militari contro i terroristi palestinesi che avessero seguitato a lanciare colpi di mortaio contro gli insediamenti israeliani. I danni provocati a cose e il ferimento non grave di alcuni cittadini israeliani (le conseguenze limitate dei bombardamenti palestinesi erano state il frutto della pura casualità) fecero nondimeno dichiarare ad Olmert che era necessario avviare nuovi e più fruttuosi colloqui con il presidente palestinese Mahmūd Abbās, impegnato nel 2006 nel tentativo di varare un governo di unità nazionale fra le due principali organizzazioni di Fatah e di Hamas che hanno iniziato la guerra civile palestinese nel 2007.